# Edward Tiffin
Edward Tiffin (19 de junho de 1766 - 9 de agosto de 1829) foi um político estadunidense de Ohio, sendo o primeiro governador desse estado, estando no cargo no período de 3 de março de 1803 a 4 de março de 1807.